# 작은 벽돌로 쌓은 집
작은 벽돌로 쌓은 집(일본어: コクリコ坂から)은 2008년에 제작된 카토 쿠니오 감독의 일본의 단편 애니메이션 영화이다. 물에 가라앉게 된 벽돌을 쌓아 만든 집에서 살게 노인을 통해 인생을 상징적으로 그린 작품이다.

## 개요
본 작품은, 카토 쿠니오 감독이 그린 「겹겹이 쌓아 올린 집」의 그림과 각본을 맡은 히라타 켄야이 모여 제작의 계기가 되었다. 세계관에 흥미를 보이며 관심을 갖게 된 히라타가 스토리 라인을 짜고 거기에 따르는 형태로 제작이 진행되었다.
카토 감독은 주인공 노인의 생활을 담담하게 그리는 것으로, 인생이라는 것을 상징적으로 표현하려 했다며, 사람들이 인생에서 중요하게 생각하는 것이나 지나쳐 버린 것에 대해 어떤 자세를 취하는지 생각하는 계기가 되는 작품을 만들고 싶었다고 한다.
이 작품은 대사가 전혀 없고, 영상과 음악만으로 스토리가 행해지며, 일본어 버전에서는 배우 나가사와 마사미가 내레이션을 맡았다.
2008년 6월 프랑스 제32회 안시 국제 애니메이션 영화제에서 안시 크리스탈상(최우수 작품상)을 수상한 것을 시작으로 국내외 많은 영화제에서 높은 평가를 받았다.
2009년 2월 제81회 미국 아카데미상에서 일본 영화 최초로 단편 애니메이션 영화상을 수상했다.
한국에서는 제10회 부천 국제 학생 애니메이션 페스티벌에서 공식 상영되었다.

## 줄거리
지구 온난화로 인해 해수면이 상승하여, 물에 잠겨버린 도시에 혼자 남아 벽돌을 겹겹이 쌓아 올린 집에 살고 있는 노인이 있다. 그는 해수면이 계속해서 상승할 때마다 위로 집을 증축하여 어려움을 극복하면서 평온하게 살고 있었다.
그러던 어느 날, 노인은 가장 좋아하는 파이프를 바다로 떨어 뜨리게 되고, 파이브를 찾기 위해 잠수복을 입고 바다속으로 헤엄쳐 들어가게 된다. 그 안에 발견한 집안에서 노인이 오래전에 함께 살던 가족과의 옛 추억을 회상하는데...

## 제작진
- 감독 : 카토 쿠니오
- 각본 : 히라타 켄지
- 프로듀서 : 쿠사카베 마사노리, 하타 유코
- 음악 : 콘도 켄지

## 출연
- 내레이션 : 나가사와 마사미

## 수상 정보
- 2008년 제12회 히로시마 국제 애니메이션 페스티벌 히로시마상, 관객상
- 2008년 제12회 문화청 미디어 예술제 애니메이션 부문 대상
- 2008년 제32회 프랑스 안시 국제 애니메이션 영화제 안시크리스탈상(최우수 작품상), 어린이 심사위원상
- 2009년 제81회 미국 아카데미상 단편 애니메이션상

이 외에도 일본, 해외 10개의 영화제에서 14개상을 수상했다.